# Puels
La communauté des Puels est formée des descendants métis de créoles argentins avec des populations pehuenche, c’est-à-dire amérindiennes de culture mapuche ; elle occupe actuellement des vallées andines dans la province de Neuquén. Créolisés, les Puels parlent castillan, mais ont gardé de nombreuses coutumes de leur passé indien aborigène. 
Ce phénomène de métissage fut toujours intense dans les anciennes colonies espagnoles, notamment du  Pérou et de la Bolivie, mais aussi de l'Argentine, où au début du XIXe siècle, ils constituaient la majorité de la population. Ce n'est qu'ultérieurement, à partir du milieu du XIXe siècle, que, à la suite de l'immigration massive d'Européens, la population argentine a pris sa coloration blanche actuelle. Néanmoins de nombreux métis subsistent tels les Gaúchos de la Pampa et les Puels du Neuquén.
Le nom de Puel est un vocable mapudungun, langue des Mapuches et des Pehuenches. Il signifie  « orient-est », allusion au fait que les Puels habitaient à l'est du territoire mapuche et aussi sans doute au fait qu'ils étaient (partiellement) descendants des envahisseurs européens venus de l'est. On retrouve ce vocable de puel dans l'appellation donnée à certains indiens, les Puelches ou gens de l'est, ainsi qu'au lac Puelo situé à l'est du pays mapuche primitif (l'Araucanie chilienne) et de la Cordillère des Andes).